# مارتین بیهایم

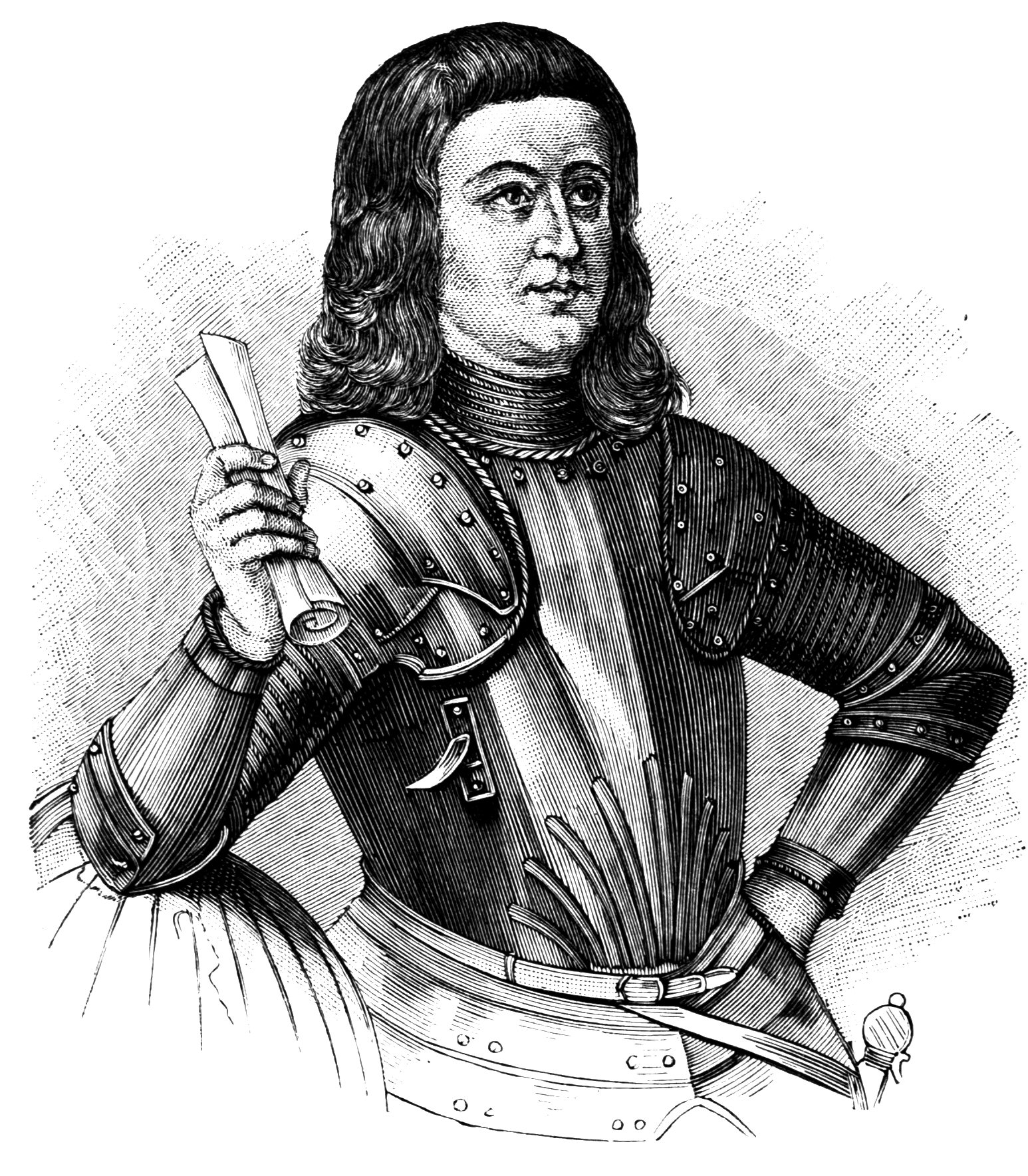
مارتین بیهایم

مارتین وُن بیهایم (۶ اکتبر ۱۴۵۹ م نورمبرگ - ۲۹ ژوئیه ۱۵۰۷ م لیسبون)، (نام‌های دیگر: مارتینهو دا بوهِمیا، مارتین بوهموس، مارتین بیهایم وُن شوارزباخ و مارتینوس دِ بوهمیا) یک گیتی‌نگار (Cosmographer)، ستاره‌شناس، جغرافی‌دان، کارتوگرافر و کاوش‌گر آلمانی در دربار ژوی دوم (João II) شاه پرتغال بود. مهم‌ترین کار او ساختن اردآپفل در ۱۴۹۲ بود.
او در سال ۱۴۵۹ در بوهمیا از مارتین بیهایم و اَگنس شوپر زاده شد. پدرش یک بازرگان بود که از جمله در ونیز دادوستد می‌کرد. تجارت میان فلاندرز و پرتغال او را در سال ۱۴۸۰ به لیسبون کشاند. در آن‌جا او به کاوش‌گری، ناوبری و گیتی‌نگاری علاقه‌مند شد و در دربار پرتغال با کریستوف کلمب، فردیناند ماژلان و کاوش‌گران و جغرافی‌دانان دیگر آشنا شد.
وی را به عنوان سازندهٔ قدیمی‌ترین مدل کرهٔ زمین که تا به حال سالم باقی‌مانده‌است می‌شناسند.